# Бургос (Сасари)
Бургос (итал. Burgos) је насеље у Италији у округу Сасари, региону Сардинија.
Према процени из 2011. у насељу је живело 935 становника. Насеље се налази на надморској висини од 546 м.

## Становништво
| 1936. | 1951. | 1961. | 1971. | 1981. | 1991. | 2001. | 2011. |
| ----- | ----- | ----- | ----- | ----- | ----- | ----- | ----- |
| 1.880 | 2.033 | 1.724 | 1.360 | 1.218 | 1.107 | 1.068 | 944   |